# Goryphus trisulcatus
Goryphus trisulcatus är en stekelart som beskrevs av Morley 1916. Goryphus trisulcatus ingår i släktet Goryphus och familjen brokparasitsteklar. Inga underarter finns listade i Catalogue of Life.